# Jewgeni Wiktorowitsch Ametistow
Jewgeni Wiktorowitsch Ametistow (russisch Евгений Викторович Аметистов; * 18. Juni 1940 in Krasnodar) ist ein sowjetischer bzw. russischer Physiker und Hochschullehrer.

## Leben
Ametistow studierte am Kuban-Agrar-Institut in Krasnodar (Abschluss 1960) und am Moskauer Energetischen Institut (MEI) mit Abschluss 1965. Er lehrte dann dort als Assistent, Dozent und schließlich Professor. Mit der erfolgreichen Verteidigung seiner Dissertation über Wärmeübertragung mit Helium II war er 1981 zum Doktor der technischen Wissenschaften promoviert worden.
Unter der Leitung Walentin Grigorjews beteiligte sich Ametistow an den Forschungsarbeiten zur Untersuchung der Prozesse des Siedens von Kühlflüssigkeiten. 1975 wurde im MEI der Lehrstuhl für Kryotechnik gegründet, dessen Leitung Grigorjew übernahm. Ametistow nahm dann an den Untersuchungen ab 1980 der Methoden zur Präparation von Systemen monodisperser Teilchen und der Diffusion darin teil.
Als 1985 Grigorjew in die Abteilung für Wissenschaftsinstitutionen des Zentralkomitees der KPdSU berufen wurde, übernahm Ametistow die Leitung des Lehrstuhls für Kryotechnik, den er bis 2006 leitete. Auf der Basis des Lehrstuhls wurde 2000 das Zentrum für hohe Temperaturen des MEI unter der Leitung Ametistows gegründet. Von 1986 bis 1990 war er dazu wissenschaftlicher Prorektor des MEI. Nach der erstmaligen Konferenz des Arbeitskollektivs des MEI Anfang 1990 wurde auf Vorschlag des bisherigen Rektors Igor Orlow nun Ametistow zum Rektor des MEI gewählt, der erstmals nicht der einzige Kandidat war. Er wurde 1997 zum Korrespondierenden Mitglied der Russischen Akademie der Wissenschaften (RAN) gewählt. Er übte das Amt bis 2005 aus.  2006 wurde er Berater des neuen MEI-Rektors Sergei Serebrjannikow. Auch wurde er 2005 wissenschaftlicher Leiter der Korporativen Energie-Universität des MEI und der Aktiengesellschaft
RAO Jedinaja energetitscheskaja sistema Rossii.

## Ehrungen, Preise
- Staatspreis der UdSSR im Bereich Wissenschaft und Technik (1985 mit W. A. Grigorjew und J. M. Pawlow)[6][7]
- Staatspreis der Russischen Föderation (1993)
- Preis der Regierung der Russischen Föderation
- Verdienter Wissenschaftler der Russischen Föderatilon (2000)[9]
- Preis des Präsidenten der Russischen Föderation im Bereich Bildung (2001)[10]
- Jubiläumsabzeichen zum 85. Jahrestag des GOELRO-Plans